# Les Lèves-et-Thoumeyragues
Les Lèves-et-Thoumeyragues sont une commune française, située dans le département de la Gironde, en région Nouvelle-Aquitaine.
Cette commune viticole se trouve dans l'appellation sainte-foy-bordeaux et bordeaux supérieur.

## Géographie

### Localisation
Les Lèves-et-Thoumeyragues sont une commune viticole de Gironde située à 7 km au sud de Sainte-Foy-la-Grande.
Elle se trouve dans l'aire d'attraction de Pineuilh, dans la zone d'emploi de Bergerac et dans le bassin de vie de Sainte-Foy-la-Grande.

### Communes limitrophes
Les communes limitrophes sont  Caplong, La Roquille, Landerrouat, Margueron, Riocaud, Saint-André-et-Appelles, Saint-Quentin-de-Caplong et Savignac-de-Duras.
| Saint-Quentin-de-Caplong | Saint-André-et-Appelles            | La Roquille |
| Caplong                  | des Lèves-et-Thoumeyragues         | Margueron   |
| Landerrouat              | Savignac-de-Duras (Lot-et-Garonne) | Riocaud     |

### Géologie et relief
La superficie de la commune est de 15,58 km2 ; son altitude varie de 30  à   126 mètres.

### Hydrographie

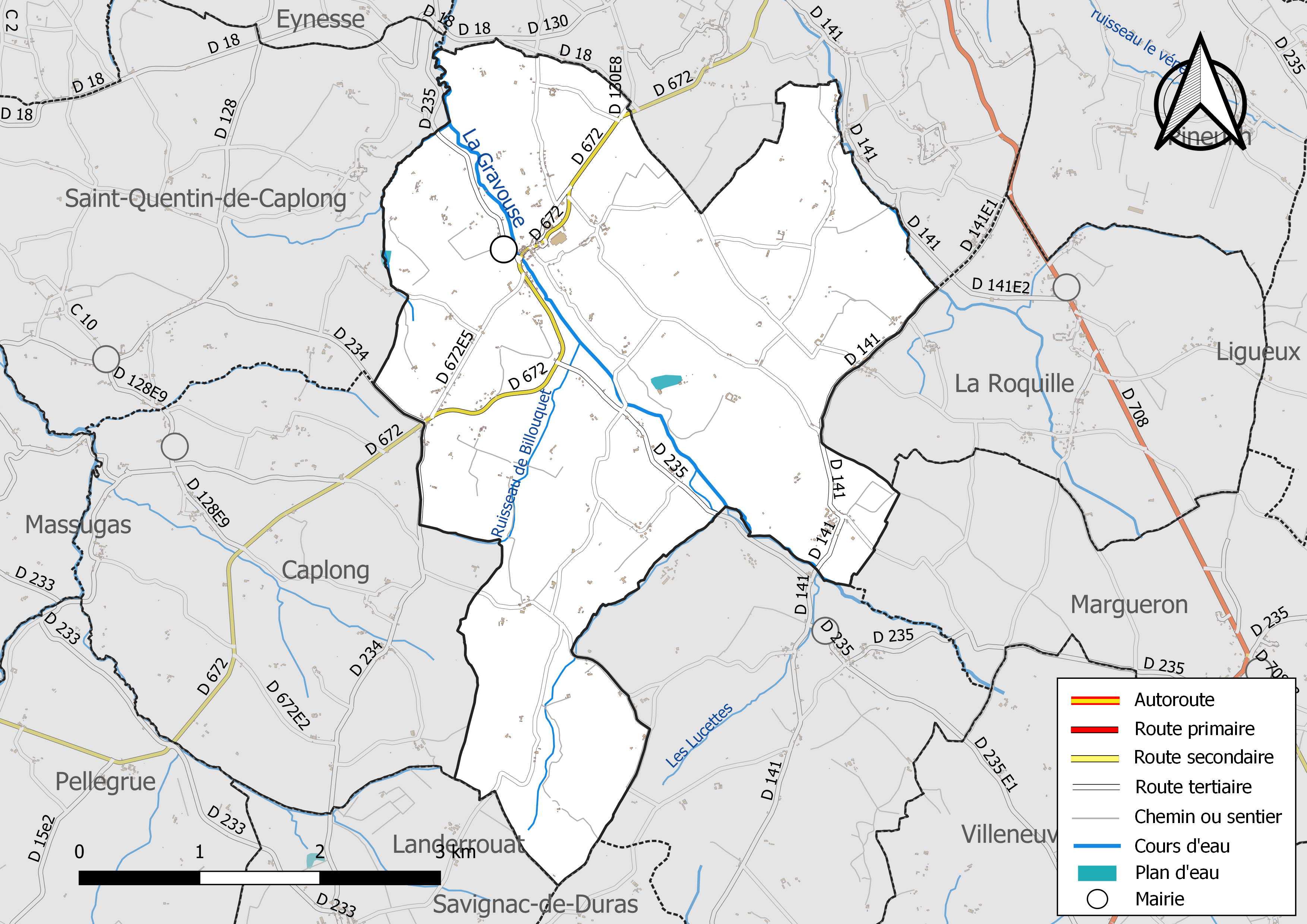
Carte hydrographique de la commune.

La commune est drainée par la Gravouse, un affluent du fleuve la Dordogne.
Le ruisseau de Billouquet parcours le sud du territoire communal et y conflue dans la Gravouse.

### Climat
Le climat qui caractérise la commune est qualifié, en 2010, de « climat océanique altéré », selon la typologie des climats de la France qui compte alors huit grands types de climats en métropole. En 2020, la commune ressort du même type de climat dans la classification établie par Météo-France, qui ne compte désormais, en première approche, que cinq grands types de climats en métropole. Il s’agit d’une zone de transition entre le climat océanique, le climat de montagne et le climat semi-continental. Les écarts de température entre hiver et été augmentent avec l'éloignement de la mer. La pluviométrie est plus faible qu'en bord de mer, sauf aux abords des reliefs.
Les paramètres climatiques qui ont permis d’établir la typologie de 2010 comportent six variables pour les températures et huit pour les précipitations, dont les valeurs correspondent à la normale 1971-2000. Les sept principales variables caractérisant la commune sont présentées dans l'encadré ci-après.
| Paramètres climatiques communaux sur la période 1971-2000 - Moyenne annuelle de température : 12,8 °C - Nombre de jours avec une température inférieure à −5 °C : 2,6 j - Nombre de jours avec une température supérieure à 30 °C : 7,5 j - Amplitude thermique annuelle : 15 °C - Cumuls annuels de précipitation : 813 mm - Nombre de jours de précipitation en janvier : 11,8 j - Nombre de jours de précipitation en juillet : 6,5 j |

Avec le changement climatique, ces variables ont évolué. Une étude réalisée en 2014 par la Direction générale de l'Énergie et du Climat complétée par des études régionales prévoit en effet que la  température moyenne devrait croître et la pluviométrie moyenne baisser, avec toutefois de fortes variations régionales. La station météorologique de Météo-France installée sur la commune et mise en service en 1984 permet de connaître l'évolution des indicateurs météorologiques. Le tableau détaillé pour la période 1981-2010 est présenté ci-après.
| Mois                                  | jan.             | fév.          | mars           | avril           | mai           | juin           | jui.         | août         | sep.           | oct.            | nov.             | déc.            | année      |
| ------------------------------------- | ---------------- | ------------- | -------------- | --------------- | ------------- | -------------- | ------------ | ------------ | -------------- | --------------- | ---------------- | --------------- | ---------- |
| Température minimale moyenne (°C)     | 1                | 1,3           | 3,1            | 5,3             | 9,2           | 12             | 13,7         | 13,5         | 10,3           | 8,1             | 3,8              | 1,7             | 6,9        |
| Température moyenne (°C)              | 5,2              | 6,4           | 9              | 11,4            | 15,4          | 18,5           | 20,6         | 20,6         | 17,1           | 13,8            | 8,5              | 5,9             | 12,7       |
| Température maximale moyenne (°C)     | 9,4              | 11,5          | 15             | 17,5            | 21,6          | 25             | 27,5         | 27,6         | 24             | 19,5            | 13,2             | 10              | 18,5       |
| Record de froid (°C) date du record   | −22,4 17.01.1987 | −17 09.02.12  | −11,5 01.03.05 | −5,3 04.04.1996 | −1,5 06.05.19 | 1,8 06.06.1986 | 4,5 02.07.12 | 2 30.08.1986 | 0,4 30.09.1987 | −7,1 30.10.1997 | −10,3 23.11.1988 | −13 17.12.01    | −22,4 1987 |
| Record de chaleur (°C) date du record | 19,2 13.01.1993  | 25,8 27.02.19 | 26,8 20.03.05  | 29,8 07.04.11   | 34 30.05.01   | 38,8 27.06.11  | 41 23.07.19  | 41 05.08.03  | 36,5 03.09.05  | 31,4 03.10.1985 | 26 07.11.15      | 21,7 16.12.1989 | 41 2019    |
| Précipitations (mm)                   | 73,4             | 62,2          | 59,9           | 79,2            | 75,4          | 54,9           | 50           | 60,6         | 65,4           | 78,5            | 83,9             | 84,3            | 827,7      |

## Urbanisme

### Typologie
Au 1er janvier 2024, Les Lèves-et-Thoumeyraguessont catégorisées commune rurale à habitat très dispersé, selon la nouvelle grille communale de densité à sept niveaux définie par l'Insee en 2022.
Elle est située hors unité urbaine. Par ailleurs la commune fait partie de l'aire d'attraction de Pineuilh, dont elle est une commune de la couronne,. Cette aire, qui regroupe 16 communes, est catégorisée dans les aires de moins de 50 000 habitants,.

### Occupation des sols

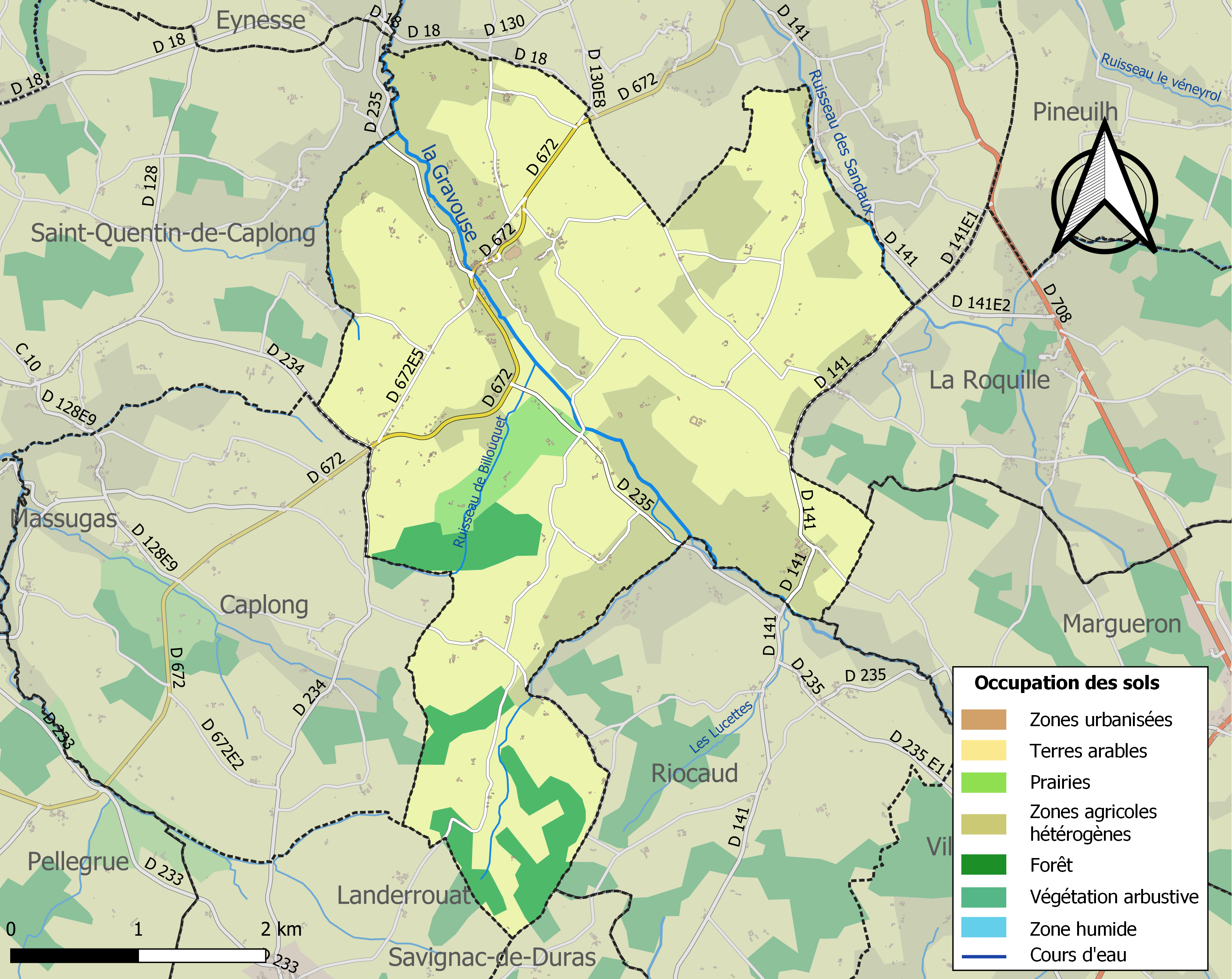
Carte des infrastructures et de l'occupation des sols de la commune en 2018 (CLC).

L'occupation des sols de la commune, telle qu'elle ressort de la base de données européenne d’occupation biophysique des sols Corine Land Cover (CLC), est marquée par l'importance des territoires agricoles (93,4 % en 2018), une proportion identique à celle de 1990 (93,4 %). La répartition détaillée en 2018 est la suivante : 
cultures permanentes (60,2 %), zones agricoles hétérogènes (27,5 %), forêts (6,6 %), terres arables (2,9 %), prairies (2,7 %). L'évolution de l’occupation des sols de la commune et de ses infrastructures peut être observée sur les différentes représentations cartographiques du territoire : la carte de Cassini (XVIIIe siècle), la carte d'état-major (1820-1866) et les cartes ou photos aériennes de l'IGN pour la période actuelle (1950 à aujourd'hui).

### Habitat et logement
En 2021, le nombre total de logements dans la commune était de 322, alors qu'il était de 325 en 2016 et de 320 en 2011.
Parmi ces logements, 81,8 % étaient des résidences principales, 7,4 % des résidences secondaires et 10,8 % des logements vacants. Ces logements étaient pour 97,2 % d'entre eux des maisons individuelles et pour 1,2 % des appartements.
Le tableau ci-dessous présente la typologie des logements aux Lèves-et-Thoumeyragues en 2021 en comparaison avec celle de la Gironde et de la France entière. Une caractéristique marquante du parc de logements est ainsi la faible proportion des résidences secondaires et logements occasionnels (7,4 %) par rapport au département (8,9 %) et à la France entière (9,7 %).
| Typologie                                               | Les Lèves-et-Thoumeyragues | Gironde | France entière |
| ------------------------------------------------------- | -------------------------- | ------- | -------------- |
| Résidences principales (en %)                           | 81,8                       | 84,9    | 82,2           |
| Résidences secondaires et logements occasionnels (en %) | 7,4                        | 8,9     | 9,7            |
| Logements vacants (en %)                                | 10,8                       | 6,2     | 8,1            |

### Voies de communication et transports

#### Réseau routier
- Autoroute A62 accessible à la sortie  4 La Réole (44 km)[15]
- Autoroute A89  accessible à la sortie  12 Montpon-Ménestérol (27 km)[16]
- RD 672 vers Sainte-Foy-la-Grande, Pellegrue, Sauveterre-de-Guyenne, Langon.
- RD 253 vers Riocaud et Eynesse.
- RD 234 vers Saint-Quentin-de-Caplong et Landerrouat.

La station de chemin de fer la plus proche est la gare de Sainte-Foy-la-Grande, desservie par des trains TER Nouvelle-Aquitaine qui effectuent des missions entre les gares de Bordeaux-Saint-Jean et de Bergerac ou Sarlat-la-Canéda.
La commune n'est pas desservie par le réseau Trans Gironde.

### Risques naturels et technologiques
Le territoire de la commune des Lèves-et-Thoumeyragues est vulnérable à différents aléas naturels : météorologiques (tempête, orage, neige, grand froid, canicule ou sécheresse), inondations et séisme (sismicité très faible). Un site publié par le BRGM permet d'évaluer simplement et rapidement les risques d'un bien localisé soit par son adresse soit par le numéro de sa parcelle.
La commune a été reconnue en état de catastrophe naturelle au titre des dommages causés par les inondations et coulées de boue survenues en 1982, 1999 et 2009,.

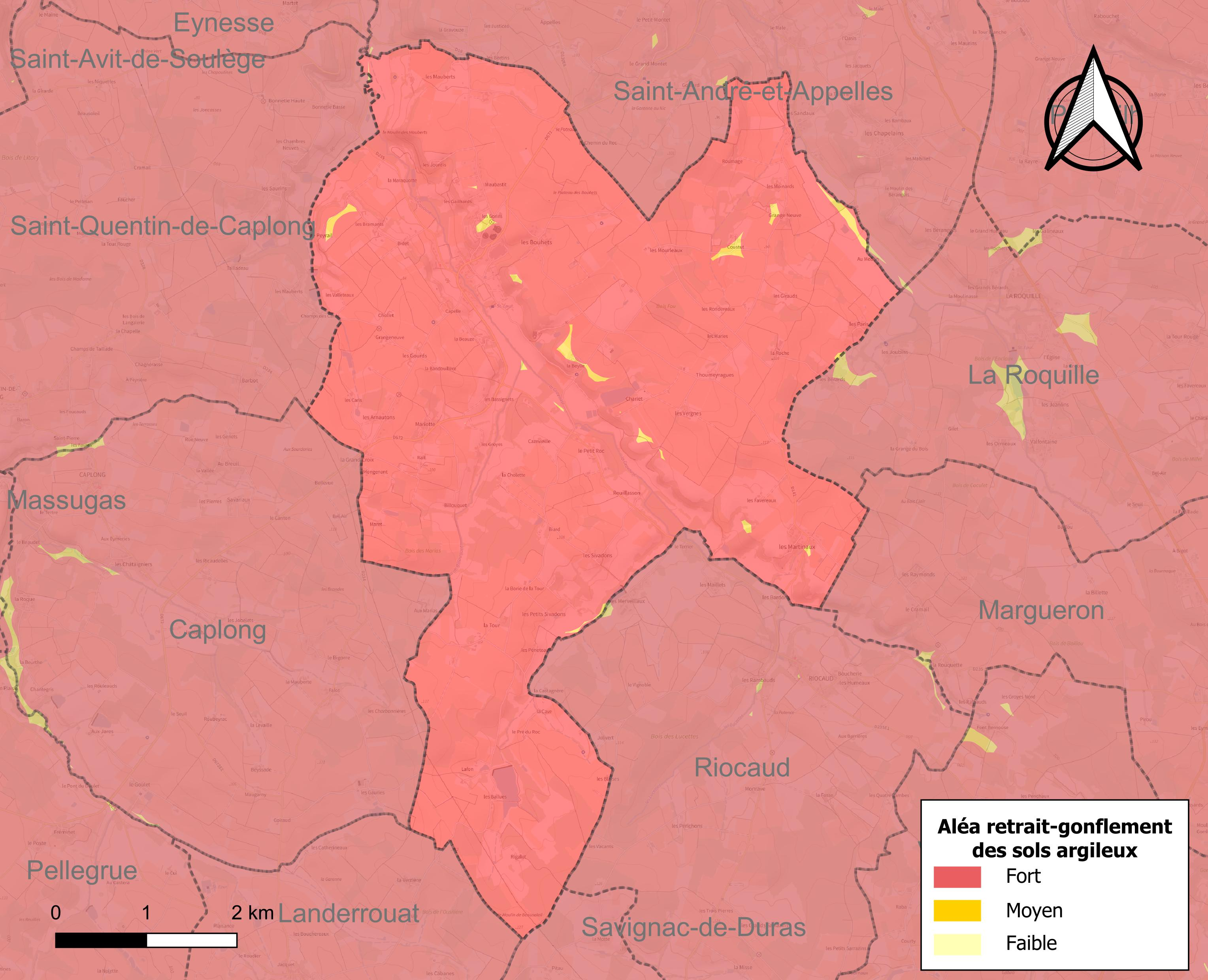
Carte des zones d'aléa retrait-gonflement des sols argileux des Lèves-et-Thoumeyragues.

Le retrait-gonflement des sols argileux est susceptible d'engendrer des dommages importants aux bâtiments en cas d’alternance de périodes de sécheresse et de pluie. La totalité de la commune est en aléa moyen ou fort (67,4 % au niveau départemental et 48,5 % au niveau national). Sur les 317 bâtiments dénombrés sur la commune en 2019,  317 sont en aléa moyen ou fort, soit 100 %, à comparer aux 84 % au niveau départemental et 54 % au niveau national. Une cartographie de l'exposition du territoire national au retrait gonflement des sols argileux est disponible sur le site du BRGM,.
Par ailleurs, afin de mieux appréhender le risque d’affaissement de terrain, l'inventaire national des cavités souterraines permet de localiser celles situées sur la commune.
Concernant les mouvements de terrains, la commune a été reconnue en état de catastrophe naturelle au titre des dommages causés par la sécheresse en 2005 et 2011 et par des mouvements de terrain en 1999.

## Toponymie
Le nom des Lèves provient du mot levées évoquant l’enlèvement des pierres à moellon d’une carrière appelée les Meulières.
En gascon, le nom de la commune est Las Lòtjas e Tomeiragas.

## Histoire

### Temps modernes
Le Pays Foyen étant très tôt devenu un bastion protestant, la religion réformée est présente aux Lèves dès 1561 et s’y développe rapidement.

### Révolution française et Empire
À la Révolution française, la paroisse Saint-Pierre des Lèves forme la commune des Lèves et la paroisse Notre-Dame de Thoumeyragues la commune de Thoumeyragues. En l'an X, la commune de Thoumeyragues est rattachée à celle des Lèves qui devient Les Lèves-et-Thoumeyragues,.
L’unification des deux anciennes paroisses permet d’attribuer un édifice à chaque communauté religieuse. De ce fait, l’église de Thoumeyragues est attribuée aux catholiques et celle des Lèves aux protestants. Un nouveau temple est finalement construit en 1827, ce qui permet de rétrocéder l’église des Lèves aux catholiques.

### Époque contemporaine

Les Lèves-et-Thoumeyragues au tout début du XXe siècle
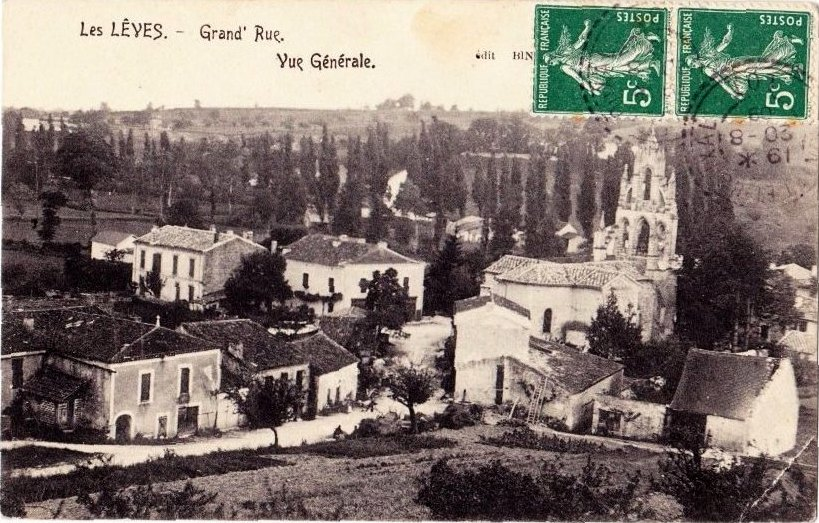
Grande-rue, vue générale.
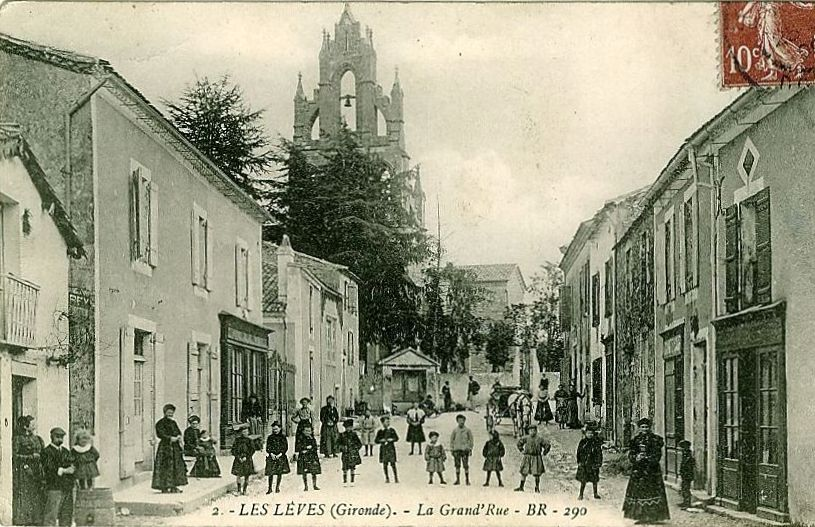
La Grande-rue.
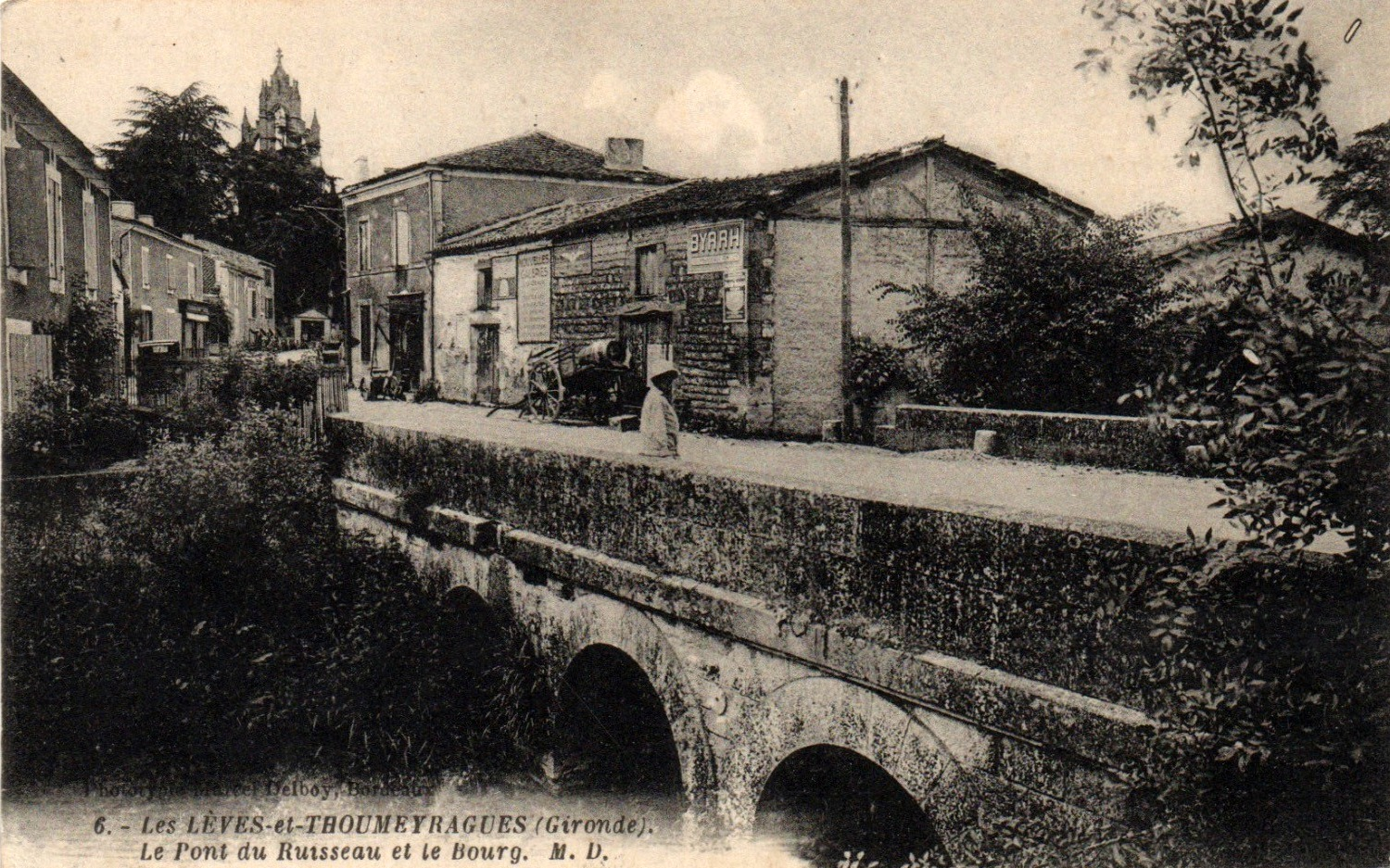
Le pont- du ruissseau et le bourg.
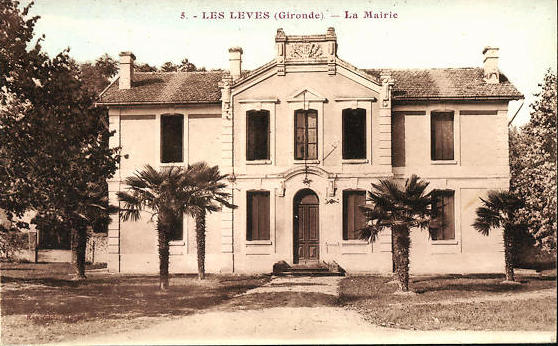
La mairie.
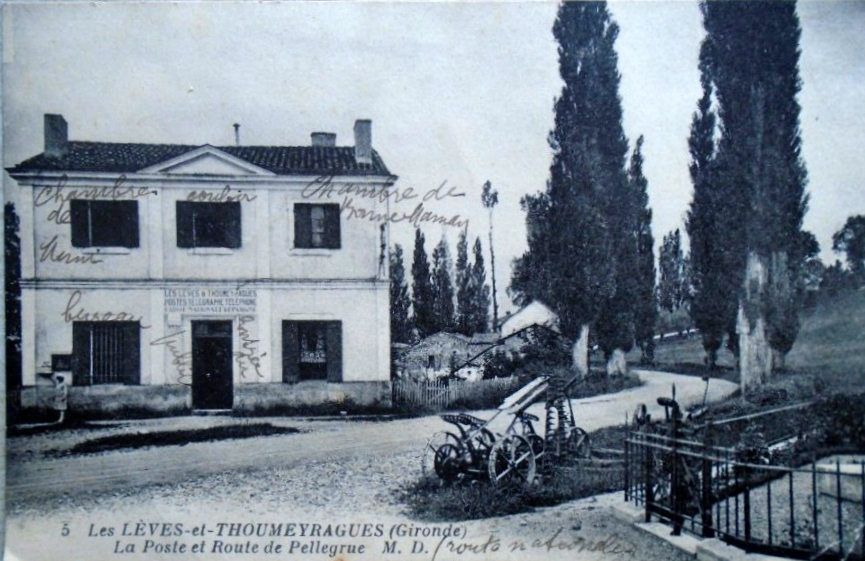
La Poste et la rue de Pellegrue.
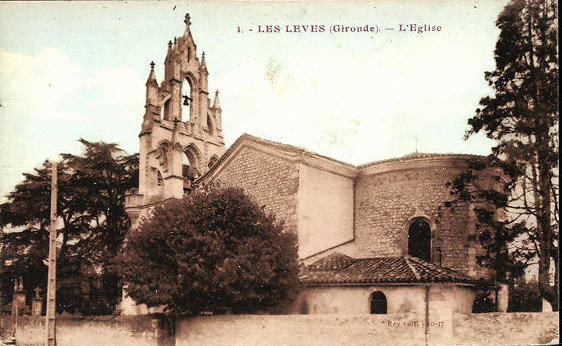
L'église.
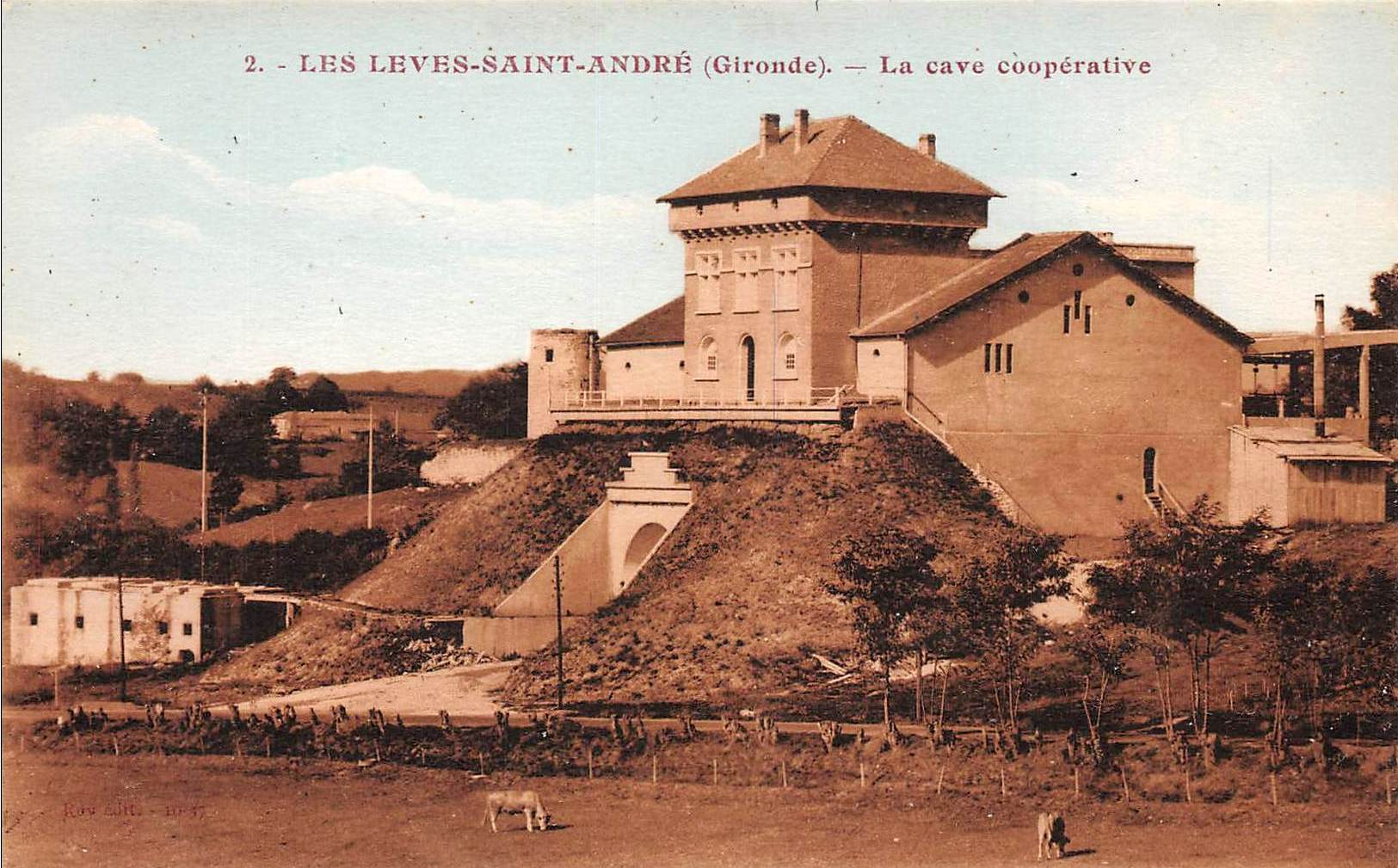
La cave coopérative.
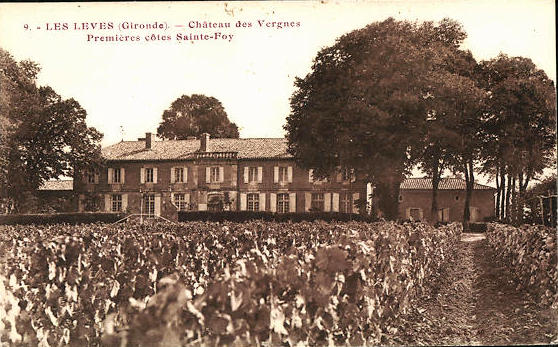
Château des Vergnes.
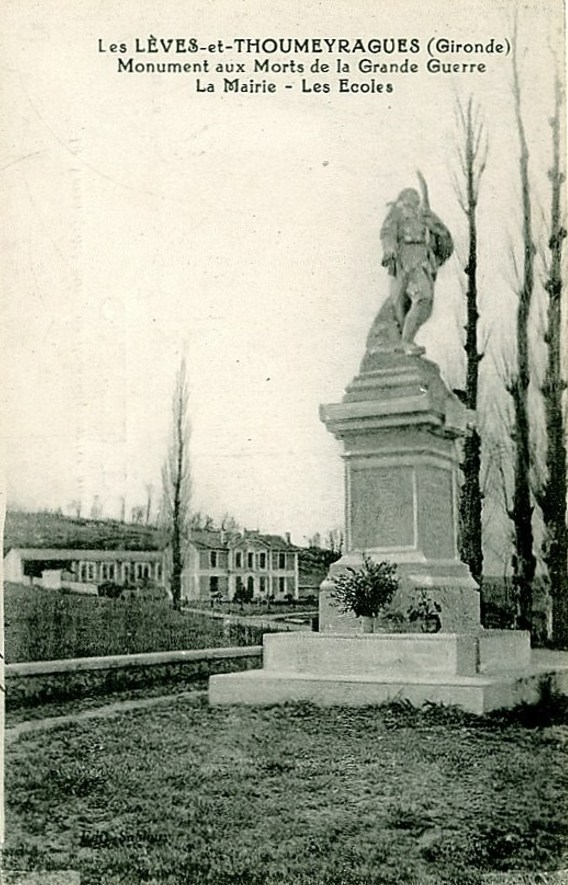
Monument aux morts.
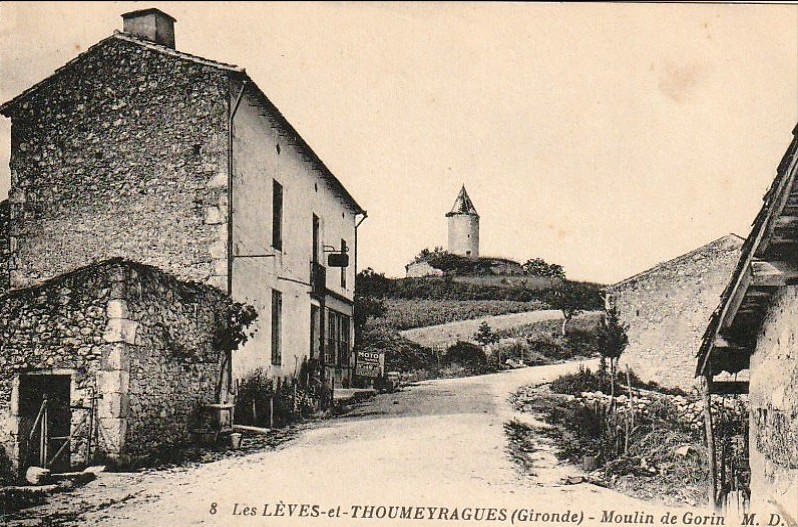
Le moulin de Gorin.

## Politique et administration

### Rattachements administratifs et électoraux

#### Rattachements administratifs
La commune se trouve  dans l'arrondissement de Libourne du département de la Gironde.
Elle faisait partie depuis 1793 du canton de Sainte-Foy-la-Grande. Dans le cadre du redécoupage cantonal de 2014 en France, cette circonscription administrative territoriale a disparu, et le canton n'est plus qu'une circonscription électorale.

#### Rattachements électoraux
Pour les élections départementales, la commune fait partie depuis 2014 du canton du Réolais et des Bastides.
Pour l'élection des députés, elle fait partie de la dixième circonscription de la Gironde.

### Intercommunalité
Les Lèves-et-Thoumeyragues sont membre fondateur de la communauté de communes du Pays Foyen, un établissement public de coopération intercommunale (EPCI) à fiscalité propre créé fin 2002  et auquel la commune a transféré un certain nombre de ses compétences, dans les conditions déterminées par le code général des collectivités territoriales.

### Liste des maires
| Période                                  | Période                        | Identité           | Étiquette | Qualité                                                          |
| ---------------------------------------- | ------------------------------ | ------------------ | --------- | ---------------------------------------------------------------- |
| Les données manquantes sont à compléter. |                                |                    |           |                                                                  |
| vers 1869                                | 1871                           | M. Faucher         |           |                                                                  |
| 1871                                     | 1896                           | Guillaume Faucher  |           |                                                                  |
| 1896                                     | 1900                           | Albert Duvergier   |           |                                                                  |
| 1900                                     | 1908                           | Simon Larribet     |           |                                                                  |
| 1908                                     | 1945                           | Albert Villeneuve  |           |                                                                  |
| 1945                                     | 1948                           | Louis Durand       |           |                                                                  |
| juin 1948                                | 1962                           | Paul Guionie       |           |                                                                  |
| décembre 1962                            | 1977                           | Henri Capoul       |           |                                                                  |
| mars 1977                                | 1989                           | Gaëtan Reillat     |           |                                                                  |
| mars 1989                                | 2008                           | Claude Capoul      |           | Viticulteur                                                      |
| mars 2008                                | janvier 2023                   | Jean-Michel Basset |           | Viticulteur Vice-président de la CC du Pays Foyen Démissionnaire |
| mars 2023                                | En cours (au 30 novembre 2023) | Alain Piroux       |           | Agriculteur                                                      |

## Équipements et services publics

### Enseignement
Les enfants de la commune sont scolarisés dans une école de trois classes.

## Population et société
Les habitants sont appelés les Lévois.

### Démographie
L'évolution du nombre d'habitants est connue à travers les recensements de la population effectués dans la commune depuis 1793. Pour les communes de moins de 10 000 habitants, une enquête de recensement portant sur toute la population est réalisée tous les cinq ans, les populations de référence des années intermédiaires étant quant à elles estimées par interpolation ou extrapolation. Pour la commune, le premier recensement exhaustif entrant dans le cadre du nouveau dispositif a été réalisé en 2005.

En 2022, la commune comptait 558 habitants, en évolution de −1,24 % par rapport à 2016 (Gironde : +6,91 %, France hors Mayotte : +2,11 %).
| 1793  | 1800 | 1806 | 1821  | 1831  | 1836  | 1841  | 1846 | 1851 |
| ----- | ---- | ---- | ----- | ----- | ----- | ----- | ---- | ---- |
| 1 385 | 456  | 440  | 1 083 | 1 097 | 1 035 | 1 015 | 959  | 973  |

| 1856 | 1861 | 1866 | 1872 | 1876 | 1881 | 1886 | 1891 | 1896 |
| ---- | ---- | ---- | ---- | ---- | ---- | ---- | ---- | ---- |
| 959  | 974  | 954  | 976  | 961  | 916  | 848  | 861  | 930  |

| 1901 | 1906 | 1911 | 1921 | 1926 | 1931 | 1936 | 1946 | 1954 |
| ---- | ---- | ---- | ---- | ---- | ---- | ---- | ---- | ---- |
| 902  | 906  | 894  | 797  | 754  | 758  | 805  | 804  | 782  |

| 1962 | 1968 | 1975 | 1982 | 1990 | 1999 | 2005 | 2006 | 2010 |
| ---- | ---- | ---- | ---- | ---- | ---- | ---- | ---- | ---- |
| 676  | 669  | 599  | 555  | 503  | 543  | 542  | 530  | 548  |

| 2015 | 2020 | 2022 | - | - | - | - | - | - |
| ---- | ---- | ---- | - | - | - | - | - | - |
| 566  | 561  | 558  | - | - | - | - | - | - |

### Manifestations culturelles et festivités
- Festival Cirque & Jazz aux Écuries, organisé par le Collectif Azul Bangor et le Poney Club de Sainte-Foy-la-Grande, dont la 12e édition a eu lieu en  avril 2024[34].
- Théâtre Lévois
- Fête locale annuelle, fin juillet
- Football Club Les Lèves[35].

### Sports et loisirs
- Poney-Club[36].

## Économie

### Agriculture
Le territoire communal, essentiellement voué à la viticulture, produit des vins d'appellation sainte-foy-bordeaux et bordeaux supérieur.
La commune est le siège social de la cave coopérative Univitis.

### Commerces
- Une boulangerie-pâtisserie ;
- Une station essence - tabac - presse ;
- Un salon de coiffure ;
- Une agence postale ;
- Un restaurant, Le Moulin des Lèves.

## Culture locale et patrimoine

### Lieux et monuments

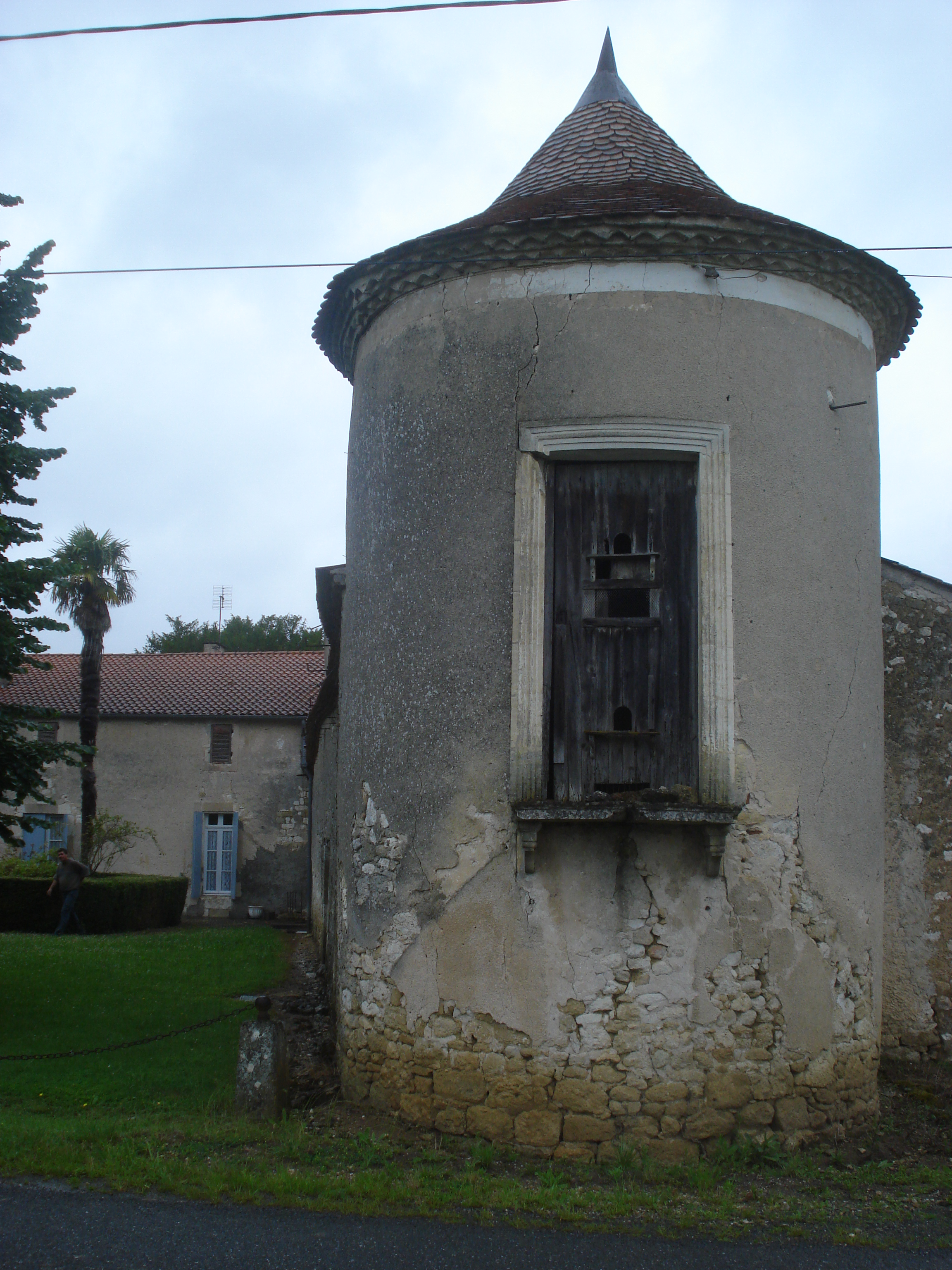
Les Lèves, pigeonnier au hameau des Gourds

- Église Notre-Dame à Thoumeyragues
- Église Saint-Pierre des Lèves
- Château de la Beauze
- Château de la Roche
- Château Les Vergnes
- Moulin à vent de La Roche
- Moulin à eau des Lèves
- Moulin à eau des Jourdis
- Château La Tour de Chollet
- Château Les Sablonnets

## Pour approfondir